# Institut montpelliérain Alexander Grothendieck
 (janvier 2022).
Si vous disposez d'ouvrages ou d'articles de référence ou si vous connaissez des sites web de qualité traitant du thème abordé ici, merci de compléter l'article en donnant les références utiles à sa vérifiabilité et en les liant à la section « Notes et références ».
L’Institut Montpelliérain Alexander Grothendieck (ou IMAG) est un laboratoire de recherche en mathématique, reconnu comme unité mixte de recherche du Centre national de la recherche scientifique (CNRS) et de l'Université de Montpellier (UMR n°5149). Ce laboratoire est implanté sur le campus Triolet de l’Université de Montpellier.

## Historique
L’Institut Montpelliérain Alexander Grothendieck a été créé en 2004 à la suite du regroupement de trois laboratoires de mathématiques montpelliérains : mathématiques pures, analyse et statistique. Ces trois groupes étaient jusqu’alors indépendants : les spécialistes de l'analyses (théorique et numérique), un des champs de force à Montpellier, très lié à la mécanique des milieux continus, les mathématiques pures construites autour de la géométrie, et les statisticiens, très connectés sur les problématiques appliquées en médecine et agronomique. Le CNRS a regroupé ces trois équipes sous une même UMR (Unité mixte de recherche) pour réunir tout le spectre des mathématiques à Montpellier, des mathématiques les plus abstraites aux mathématiques appliquées, en passant par la didactique, la diffusion et l’enseignement.
Une quatrième équipe s’est ajoutée en 2015 aux trois équipes existantes: Didactique et Épistémologie des Mathématiques (DEMa), qui étudie l’art d’enseigner les mathématiques.
L’IMAG est devenu le principal laboratoire de mathématiques de Languedoc-Roussillon, notamment grâce à l’augmentation du nombre de chercheurs affectés par le CNRS. Les enseignants-chercheurs de l’IMAG interviennent dans de nombreux établissements montpelliérains : la Faculté des Sciences, l’université Paul-Valéry, Polytech Montpellier, la Faculté de pharmacie…
Dénommé dans un premier temps « Institut de Mathématiques et Modélisation de Montpellier » (I3M), l’institut a été rebaptisé « Institut Montpelliérain Alexander Grothendieck » le 17 juin 2015, à l’occasion d’une cérémonie d’hommage à Alexander Grothendieck, éminent mathématicien français décédé en novembre 2014. Alexander Grothendieck fut étudiant à l’Université de Montpellier juste après la Seconde Guerre mondiale et y revint comme professeur des universités en 1973.  L’intitulé « Institut Montpelliérain Alexander Grothendieck » est également issu de négociations avec le CNRS qui a demandé l’ajout du terme « Montpelliérain », pour ne pas le confondre avec le « Laboratoire Alexander Grothendieck », une unité mixte de recherche de l’Institut des Hautes Études Scientifiques, de l’Université Paris-Saclay et du CNRS. 

## Archives montpelliéraines Grothendieck

### La période montpelliéraine (1973—1988)
Alexander Grothendieck, médaillé Fields 1966, revient enseigner à Montpellier en 1973, après s’être éloigné de la communauté scientifique. Toute sa vie, il a noirci des milliers de pages, de pensées mathématiques mais aussi philosophiques. Pendant sa période montpelliéraine, de 1973 à 1988, il a rédigé pas moins de 20 000 pages, « des cartons pleins avec mes gribouillis, que je dois être le seul à pouvoir déchiffrer ». Il les a confiées à l’un de ses anciens élèves, Jean Malgoire, enseignant-chercheur à l’Université de Montpellier, en deux temps, en juillet 1990 et le 28 juillet 1995. Malgré la consigne qui lui avait été faite de les amener dans un centre de récupération de papiers, Jean Malgoire ne peut se résoudre à se débarrasser de ces documents et conserve à son domicile les archives Grothendieck jusqu’en 2010, date à laquelle elles sont déposées à l’Université de Montpellier. 

### Négociations avec les enfants d’Alexander Grothendieck
Au décès d’Alexander Grothendieck en 2014, les enfants du mathématicien font appel à un expert en manuscrits scientifiques, Jean-Bernard Gillot, et à une avocate, Corinne Hershkovitch, qui a longtemps travaillé sur la spoliation des biens juifs durant l'Occupation. Ils veulent connaître la valeur de ces archives dont ils sont les héritiers. A l’issue de négociations entre les enfants Grothendieck et l’université, l’Université de Montpellier obtient le droit de numériser les documents pour les diffuser sur Internet, tandis que les enfants obtiennent la propriété physique des fonds. 
Les originaux en version papier doivent rejoindre les 65 000 autres pages que le mathématicien a laissées à Lasserre, le village en Ariège où il s’est retiré en 1991. Mais pour transporter ces documents de valeur, une assurance est nécessaire. Le montant très élevé demandé par les compagnies d’assurance dissuadent les descendants Grothendieck de récupérer ces originaux, qui sont pour l’instant conservés par l’Université de Montpellier. L’IMAG assure la mise en ligne des 20 000 pages de documents mathématiques manuscrits et tapuscrits rédigés par Grothendieck.

### Des manuscrits inédits
Les documents présents dans le fonds sont majoritairement des notes manuscrites, des tapuscrits mais aussi des lettres. Ils constituent une mine d’or pour comprendre le processus intellectuel du mathématicien. Alexandre Grothendieck réutilise fréquemment les versos ce qui propose plusieurs niveaux de lecture de son travail. Ainsi, on peut trouver de la correspondance ou encore des tapuscrits annotés sur un verso et, au recto, des notes manuscrites mathématiques.

## Directeurs
- Prof. Daniele Antonio Di Pietro (2021—présent)
- Prof. Jean-Michel Marin (2015—2020)
- Prof. Paul-Emile Paradan (2011—2014)
- Prof. Bijan Mohammadi (2009—2010)
- Prof. Claude Cibils (2005—2008)
- Prof. Jacques Lafontaine (2004)

### Notice d'autorité
- Worldcat id